# اوئه‌سوگی نوریماسا
اوئه‌سوگی نوریماسا (به ژاپنی: 上杉憲政 Uesugi Norimasa); ۱ ژانویهٔ ۱۵۲۳ – ۱۳ آوریل ۱۵۷۹) سمت کانری یا معاون شوگون را در منطقه کانتو در ژاپن برعهده داشت. وی پدرخوانده اوئه‌سوگی کنشین یکی از پرقدرت‌ترین اربابان فئودال در دوره سنگوکو بود. پانزدهمین رهبر خاندان یامانوئوچی اوئه‌سوگی بود.
در سال ۱۵۴۵ هر دو شاخه اصلی خانواده اوئه‌سوگی در محاصره قلعه کاواگوئه، توسط هوجو اوجی‌یاسو از خاندان هوجوی اخیر شکست خوردند. در سال ۱۵۴۶، وی دوباره در نبرد اودایهارا، این بار توسط تاکدا شینگن شکست خورد.
لشکرکشی‌های نوریماسا با موفقیت کمتر و کمتری ادامه داشت. در سال ۱۵۵۱ او یک بار دیگر توسط هوجو اوجی‌یاسو شکست خورد و به ولایت اچیگو فرار کرد، و در آنجا از ملازم خود ناگائو کاگه‌تورا (اوئه‌سوگی کنشین) درخواست پناهندگی کرد. ناگائو کاگه‌تورا موافقت کرد که وی را پناه دهد و از وی محافظت کند اما به شرط قبول شرایط خاص. نوریماسا مجبور شد ناگائو کاگه‌تورا را به عنوان وارث بپذیرد و عناوین ارباب ولایت اچیگو و کانتو کانری را به وی بدهد.
در سال ۱۵۶۱ ناگائو کاگه‌تورا در سن ۳۱ سالگی به فرزندخواندگی نوریماسا درآمد. سپس نام خویش را به «اوئه‌سوگی» تغییر داد، تا منعکس کننده وراثت وی از نسب نوریماسا باشد؛ وی همچنین نام کوچک «تروتورا» را برای مدت کوتاهی قبل از انتخاب نام «کنشین» بر خود نهاد.
او بیست و هشتمین کانتو کانری بود （زمان تصدی：۱۵۶۱–۱۵۳۱）